# 小双镇
小双镇，是中华人民共和国陕西省安康市白河县一个已撤销的乡级行政区，2015年，陕西省民政厅批复同意撤销小双镇，将其所辖行政区域划归冷水镇。